# Pierre-Henri Raphanel
Pierre-Henri Raphanel, francoski dirkač Formule 1, *27. maj 1961, Alžir, Alžirija.
Pierre-Henri Raphanel je upokojeni francoski dirkač Formule 1. Debitiral je na zadnji dirki sezone 1988 za Veliko nagrado Avstralije, kjer pa se mu ni uspelo kvalificirati na dirko. V sezoni 1989 se mu je na šestnajstih nastopih uspelo kvalificirati le na dirko za Veliko nagrado Monaka, kjer pa je odstopil, kasneje ni več dirkal v Formuli 1.

## Popolni rezultati Formule 1
(legenda) (odebeljene dirke pomenijo najboljši štartni položaj, poševne pa najhitrejši krog, †-uvrščen kljub odstopu)
| Leto | Moštvo            | Šasija      | Motor       | 1        | 2        | 3       | 4        | 5        | 6        | 7        | 8       | 9        | 10       | 11      | 12      | 13      | 14      | 15      | 16      | Prv | Toč |
| ---- | ----------------- | ----------- | ----------- | -------- | -------- | ------- | -------- | -------- | -------- | -------- | ------- | -------- | -------- | ------- | ------- | ------- | ------- | ------- | ------- | --- | --- |
| 1988 | Larrousse Calmels | Lola LC88   | Cosworth V8 | BRA      | SMR      | MON     | MEH      | KAN      | VZDA     | FRA      | VB      | NEM      | MAD      | BEL     | ITA     | POR     | ŠPA     | JAP     | AVS DNQ | -   | 0   |
| 1989 | Coloni SpA        | Coloni FC88 | Cosworth V8 | BRA DNPQ | SMR DNPQ | MON Ret | MEH DNPQ | ZDA DNPQ |          |          |         |          | MAD DNPQ |         |         |         |         |         |         | -   | 0   |
| 1989 | Coloni SpA        | Coloni C3   | Cosworth V8 |          |          |         |          |          | KAN DNPQ | FRA DNPQ |         |          |          |         |         |         |         |         |         | -   | 0   |
| 1989 | Coloni SpA        | Coloni FC3  | Cosworth V8 |          |          |         |          |          |          |          | VB DNPQ | NEM DNPQ |          |         |         |         |         |         |         | -   | 0   |
| 1989 | Rial Racing       | Rial ARC2   | Cosworth V8 |          |          |         |          |          |          |          |         |          |          | BEL DNQ | ITA DNQ | POR DNQ | ŠPA DNQ | JAP DNQ | AVS DNQ | -   | 0   |